# 结构设计准则
结构设计准则是指一个机械设计方法和工程知识系统。它的内容包括机械结构设计的诸方面要求，比如成本、材料、强度、刚度、工艺，装配，公差，……等。杨文彬认为结构设计准则有六个特点：
1. 针对工程实际。它针对实际中经常遇到的问题有的放矢。它所提醒的正是实际中易于疏忽的，它所禁止的正是实际中易于发生的。
2. 良好的操作性。按照机械设计的工作特性，用直观概念，比如力流最短路径准则；工程语言（工程制图）描述。它是具体的行动指南，不是空泛的抽象概念、繁琐的数学推导和深奥的理论阐述。将书本里的死知识变为人脑中的活准则。
3. 配有结构实例。图示剖析了大量的正反两方面的具体生动的工程实例。奠定了举一反三触类旁通的坚实基础。
4. 配有简明注释。便于理解原理，明确使用范围，在发生冲突时权衡利弊。
5. 概括简明。将有共性的一类问题概括成一条设计准则。提纲挈领，简单明了。
6. 突出重点。不求面面俱到、滴水不漏。开门见山，强化主题。

这一机械设计方法和工程知识系统已被广泛应用于工程实践，是机械设计学的一个重要组成部分